# Alison Bell
Alison Bell est une actrice australienne de théâtre, de cinéma et de télévision.

## Jeunesse et études
Née en 1978 à Young (Nouvelle-Galles-du-Sud) et formée à Canberra, elle a obtenu un diplôme en droit et arts libéraux à l'Université nationale australienne avant d'entreprendre un cours de théâtre au Victorian College of the Arts, où elle a obtenu son diplôme en 2004.

## Carrière
Bell a travaillé à la télévision, au cinéma documentaire et au théâtre. Elle est peut-être mieux connue pour ses performances dans la série télévisée ABC Laid, pour laquelle elle a été nommée pour un AACTA Award  et dans la production Doubt de la Sydney Theatre Company, pour laquelle elle a remporté un Helpmann Award.
Son dernier projet est la série télévisée ABC The Letdown, dans laquelle elle incarne Audrey, le personnage principal. Elle est également l'écrivain et co-créatrice de la série,.

## Filmographie
| An        | Titre                                     | Rôle                                         | Remarques |
| --------- | ----------------------------------------- | -------------------------------------------- | --- |
| 2005      | Dernier homme debout                      | Gen                                          | 2 épisodes |
| 2009      | Emballé jusqu'aux chevrons                | Susannah                                     | 2 épisodes |
| 2009      | Se précipiter                             | Anna                                         | 1 épisode |
| 2010      | Je bascule                                | Jane Humphries                               | 8 épisodes |
| 2010      | Homicide de la ville                      | Kellie Briggs                                | 1 épisode |
| 2011      | Progéniture                               | Louise                                       | 2 épisode |
| 2011-2012 | Posé                                      | Roo McVie                                    | - Nominated – AACTA Award for Best Performance in a Television Comedy - Nominated – The Out of the Box IF Award - 12 episodes |
| 2016      | Demain, quand la guerre a commencé        | Liz Linton                                   | 6 épisodes |
| 2017-19   | La déception                              | Audrey (rôle principal) Écrivain et créateur | 13 épisodes sur 2 saisons |
| 2018      | Aucune activité                           | Leary                                        | 1 épisode |
| 2020      | Histoires étonnantes - Dynoman et la Volt | Helen Harris                                 | 1 épisode |

| An   | Production         | Théâtre                                  | Rôle               | Remarques |
| ---- | ------------------ | ---------------------------------------- | ------------------ | --- |
| 2005 | Le Roi Lear        | Melbourne Theatre Company                | Cordélia et le fou | |
| 2006 | Doute              | Sydney Theatre Company                   | Sœur James         | - Helpmann Award for Best Female Actor in a Supporting Role in a Play - Nominated – Green Room Award for Best Female Performer |
| 2008 | Merle              | Melbourne Theatre Company                | Una                | Nommé - Prix Helpmann du meilleur acteur féminin dans une pièce                                                                |
| 2011 | Comme vous l'aimez | Théâtre Belvoir St                       | Rosalind           | |
| 2012 | Tribus             | Melbourne Theatre Company                | Sylvia             | |
| 2013 | Hedda Gabler       | State Theatre Company of South Australia | Hedda Gabler       | Prix Helpmann du meilleur acteur féminin dans une pièce                                                                        |
| 2013 | Constellations     | Melbourne Theatre Company                | Marianne           | Nommé - Prix Helpmann du meilleur acteur féminin dans une pièce                                                                |
| 2015 | Trahison           | State Theatre Company of South Australia | Emma               | |
| 2017 | Trois sœurs        | Sydney Theatre Company                   | Olga               | |

1. ↑  Out there The Age, 28 January 2012. Retrieved: 28 January 2012
2. ↑  2006 Helpmann Award Winners Announced Sydney Stage Archive, 1 August 2006. Retrieved: 19 March 2012
3. ↑  « Alison Bell - IMDb »
4. ↑  « 'The Letdown' Star Alison Bell on Why A Sense of Humor Is Crucial To Surviving Motherhood », Romper (consulté le 9 septembre 2019)